# ستيف كامينز
ستيف كامينز (بالإنجليزية: Steve Cummins)‏ هو لاعب اتحاد الرغبي أسترالي، ولد في 29 مارس 1992 في سيدني في أستراليا.